# Medalla Lamme del IEEE
La Medalla Lamme del IEEE (nombre original en inglés: IEEE Lamme Medal), comenzó llamándose inicialmente Medalla Lamme del AIEE.
Fue establecida en 1924 por el Instituto Americano de Ingenieros Eléctricos (AIEE) para reconocer a sus miembros por "logros meritorios en el desarrollo de aparatos o maquinaria eléctricos". La medalla se nombró así en reconocimiento a Benjamin G. Lamme, ingeniero jefe de Westinghouse, quien entre otros fue responsable de la construcción de los generadores de las Cataratas del Niágara.

## Historia
La medalla, establecida de acuerdo con el testamento de Lamme, lleva la inscripción "The engineer views hopefully the hitherto unattainable." (El ingeniero ve esperanzadamente lo hasta ahora inalcanzable).
Continuó siendo otorgada como la Medalla Lamme del IEEE por el Consejo de Administración del Instituto de Ingenieros Eléctricos y Electrónicos (IEEE), después de que la organización del AIEE se fusionara con el IEEE en 1963. El alcance también se extendió a logros meritorios en el desarrollo de aparatos o sistemas eléctricos o electrónicos de potencia.
La primera Medalla Lamme se otorgó en 1928 a Allan B. Field Por la investigación matemática y experimental de las pérdidas por corrientes de Foucault en conductores con grandes ranuras abiertas en maquinaria eléctrica.
La última Medalla Lamme se otorgó en 2002. Desde entonces, el Fondo de la Medalla Lamme del IEEE no ha tenido patrocinador, y no ha sido concedida. En 2008, el IEEE decidió descontinuar esta medalla.